# Trạm U-Bahn Dülferstraße
Ga tàu điện ngầm Dülferstraße ở München nằm trên tuyến U2, phục vụ khách ở phần phía đông của Hasenbergl và Panzerwiese.
Từ nhà ga này, Metrobus 60 đi đến Dessauerstraße, xe buýt thành phố 141 đến Scheidplatz và xe buýt đêm N42 đến Münchner Freiheit.
Nhà ga được xây dựng từ tháng 3 năm 1987 đến tháng 10 năm 1993 và được thiết kế bởi Jürgen Rauch và văn phòng kiến trúc Lanz. Nó nổi bật so với các nhà ga khác nhờ thiết kế đầy màu sắc của Ricarda Dietz và văn phòng Lanz. Hai khe hở ánh sáng trên trần nhà cũng như thẳng xuống sân ga cho phép ánh sáng ban ngày chiếu vào.
Ở phía đông, không gian phía trên sân ga trở thành một phòng lớn với trần vòm và các cột chống ở trung tâm cao. Các tấm kính nhiều màu sắc của Dietz tạo ra một bầu không khí tươi mát ở đây. Trạm được Khai trương vào ngày 20 tháng 11 năm 1993 và là điểm cuối của tuyến U2. Năm 2002, có thêm lối ra vào phía đông nam đến khu vực cư trú mới ở Panzerwiese.
Từ năm 2008, có thể ra vào trực tiếp đến trung tâm mua sắm Mira từ ga xe lửa.
Tên gọi Dülferstraße được đặt theo tên của người leo núi Hans Dülfer (1892-1915).
| Tuyến | Các trạm |
| ----- | --- |
| U2    | Feldmoching – Hasenbergl – Dülferstraße – Harthof – Am Hart – Frankfurter Ring – Milbertshofen – Scheidplatz – Hohenzollernplatz – Josephsplatz – Theresienstraße – Königsplatz – Hauptbahnhof – Sendlinger Tor – Fraunhoferstraße – Kolumbusplatz – Silberhornstraße – Untersbergstraße – Giesing – Karl-Preis-Platz – Innsbrucker Ring – Josephsburg – Kreillerstraße – Trudering – Moosfeld – Messestadt West – Messestadt Ost |